# شیطانت را در جهنم من بگذار
شیطانت را در جهنم من بگذار (ایتالیایی: Metti lo diavolo tuo ne lo mio inferno) یک فیلم کمدی-درام تاریخی به کارگردانی بیتو آلبرتینی است که در سال ۱۹۷۲ منتشر شد.
یک سال بعد دنبالهٔ این فیلم به نام ... و مدام شیطان را در جهنم نهادند (۱۹۷۳) ساخته شد.

## گزیدهٔ بازیگران
- آنتونیو کانتافورا
- مارگارت رزه کایل
- ماریو فررا
- لوکا اسپورتلی